# Alchemilla bulgarica
Alchemilla bulgarica es una especie de planta del género Alchemilla, perteneciente a la familia Rosaceae.

## Taxonomía
Alchemilla bulgarica fue descrita por Rothm. en 1939.

## Distribución
Se encuentra en el territorio de la península Balcánica.